# 季周村
季周村,中华人民共和国山东省济南市章丘市水寨镇所辖的一个行政村。总人口706，其中男性358人，女性348人；农业户口690人，非农业人口16人；18岁以下人口170人，18-35岁人口170人，35-60岁人口260人，60岁以上人口106人（2006年）。耕地面积98公顷（2006年）。行政区划代码370181106218。